# ズンドコサンデー あっぱれきよし!
『ズンドコサンデー　あっぱれきよし!』は文化放送をキーステーションに放送されていたラジオ番組。2002年4月7日から2008年3月30日まで毎週日曜朝に放送されていた。
パーソナリティは歌手の氷川きよしと、構成作家の「オオムラさん」（2006年10月までは「次郎さん」、本名は不明）。氷川のコンサート司会者、西寄ひがしが出演することもある。投稿者とのあいさつは「おはヨーデル（おはよう+ヨーデル、～2005年頃）」「おはよろ（おはよう+よろしく、2006年頃～）」を使っている。オープニングとエンディング及びフィラー音楽には「きよしのズンドコ節」のカラオケが流れる。

## 放送時間（2006年4月～）
- 文化放送 8:00 - 8:30
- 山形放送 8:00 - 8:25
- 北日本放送 10:05 - 10:30
- 北陸放送 8:00 - 8:25
- 福井放送 8:30 - 8:55
- 山梨放送 8:00 - 8:25
- 静岡放送 7:05 - 7:30
- 東海ラジオ 5:00 - 5:25
- ラジオ大阪 7:05 - 7:30
- 山陰放送 8:00 - 8:25
- 西日本放送 7:30 - 7:55
- 九州朝日放送 9:35 - 10:00（「スマイルサンデー」内）
- 長崎放送 9:00 - 9:25（NBCラジオ佐賀でも同時刻）
- 大分放送 7:30 - 7:55

## コーナー
- オープニング
  - 放送日にちなんだ過去の出来事・エピソードなどを紹介する。
- 私、これにハマっちゃいました
  - 個人的に夢中になっていることを投稿する。氷川の楽曲に対するリクエストである場合もある。
- おはよろ～、氷川きよしです
  - 氷川がリスナーに電話をかけるコーナー。留守だったり、本人が不在で家族が電話に出ることもある。
- ムヒな家族（2006年夏）
  - ムヒつまり「無比」にちなみ、家族（時にペット）の変わったエピソードをリスナーが投稿する。

## プレゼント
- 投稿の採用者には「届いてからのお楽しみ」という「氷川きよしグッズ」が贈られる。
- 「ムヒ」のコーナーの場合は氷川のムヒのポスターと、ムヒの携帯ストラップがもらえる（2006年現在）。

## 備考
- 前身の番組は「氷川きよし 箱根八里の二時半次郎」（月曜深夜26:30～27:00、他ネット局では放送時間帯が異なったため"八時半"・"三時半"・"六時半"・"九時半”のタイトルだった）。
- 大阪地区では一時期編成の都合で毎日放送にネットされていた。
- 毎年5月上旬から7月上旬には、氷川がテレビCMタレントを務めているかゆみ止め軟膏「ムヒ」の池田模範堂がこの時期限定で提供。名前に「ムヒ」がつくコーナーを期間限定にてオンエアしている（2005年は「ムヒな人」、2006年は「ムヒな家族」。一部の地域は同社のCMは流れないものの、コーナー自体はそのまま流れる）。
- 文化放送が全日本大学駅伝実況中継のため休止になる11月の第一日曜日キー局分はネット局のみの裏送り放送となる。
- 4月以降文化放送では月 - 金曜12:30頃より5分間の「氷川きよし節」として帯コーナーで放送される（2008年3月31日 - ）。ネット局は一週間分（「キユーピー・メロディホリデー」などの祝日編成で休止の場合もあり、その場合はネット局向けに裏送り）をまとめて25分 - 30分の枠で週1回の箱番組として放送を継続する（ただし、ラジオ大阪など放送時間の変更地域もある。）。

| 文化放送 日曜8時台前半                          | 文化放送 日曜8時台前半           | 文化放送 日曜8時台前半  |
| 前番組                                          | 番組名                           | 次番組                  |
| ----------------------------------------------- | -------------------------------- | ----------------------- |
| ドリームヒストリー ～文化放送を創った番組たち～ | ズンドコサンデー あっぱれきよし! | 斉藤慶子 ミセスサンデー |

| 文化放送制作 NRNネット裏送り番組                                                                                       | 文化放送制作 NRNネット裏送り番組 | 文化放送制作 NRNネット裏送り番組              |
| 前番組 | 番組名                           | 次番組                                        |
| --- | -------------------------------- | --------------------------------------------- |
| 氷川きよし 箱根八里の○時半次郎 （編成の都合上「三時半・六時半・八時半・九時半」など ネット各局ごとにバラバラだった。） | ズンドコサンデー あっぱれきよし! | 氷川きよし節 （放送時間は各局ごとに異なる。） |